# Mouvement pour la renaissance du Cameroun
Pour les articles homonymes, voir MRC et CMR.
Le Mouvement pour la renaissance du Cameroun (MRC en anglais : Cameroon Renaissance Movement, CMR) est un parti politique du Cameroun, fondé le 22 juin 2012, par changement de dénomination de Mouvement populaire républicain. Son dirigeant est Maurice Kamto.
Le parti fait son entrée à l'Assemblée nationale après les élections législatives de 2013, avec un élu. Le parti boycottant les élections de 2020, il perd ce siège.

## Histoire
Le 13 août 2012, un groupe de personnes se retrouvent à l'hôtel Hilton de Yaoundé; ils ont fait une déclaration de manifestation et obtenu du préfet de l'arrondissement avec - récépissé de dépôt de déclaration - de se réunir pour la création du parti MRC. Le jour dit, le rassemblement est interdit lorsque la présence de Maurice Kamto est avérée.

## Traitement réservé au parti par l'administration du Cameroun
Le 8 octobre 2018, alors que le résultat des élections présidentielles n'était pas encore officiel, le leader du Mouvement pour la Renaissance du Cameroun, le Professeur Maurice Kamto, affirme avoir « marqué le penalty », pour ainsi signifier être le vainqueur des élections,. S'en est suivi le contentieux post-électoral, le tout premier présidé par le Conseil constitutionnel du Cameroun, qui va permettre aux avocats du MRC et à ceux d'autres partis de l'opposition d'exposer les irrégularités électorales. L'issue de ce contentieux, deux semaines plus tard, est défavorable au MRC. Le président du conseil constitutionnel annonce les résultats officiels des elections présidentiels d'octobre 2018 et proclame le président sortant Paul Biya vainqueur des elections avec 71,28 % des suffrages. Le  MRC arrivé en seconde position avec 38,60 % des suffrages crie au hold-up électoral et appelle aux manifestations pacifiques. Cet appel marque le début des répressions contre le parti politique et ses militants. En janvier 2019, le leader du parti est emprisonné pour des faits de présomption de destruction de biens publics, d'insurrection, de terrorisme, de rébellion et d'hostilité à la patrie. Le samedi 5 octobre de la même année, sous l'impulsion du président de la république Paul Biya, le tribunal militaire ordonne la remise en liberté de Maurice Kamto et des partisans présents à ses côtés, parmi lesquels l'artiste musicien activiste nommé Valsero, Albert Ndzongang, et les regrettés Paul Éric Kingue et Penda Ekoka. Le 28 novembre 2024, le MRC rend publique une liste de 716 de ses membres victimes de tortures dans les prisons du Cameroun.

## Feuille de route
Le Mouvement pour la Renaissance du Cameroun se présente comme une nouvelle force politique ayant l’ambition de représenter une véritable alternative au pouvoir RDPC.

## Directoire
Avant juillet 2025,
Le présidium du parti est constitué de
- Maurice Kamto, Président
- Mamadou Mota, 1er vice président
- Tiriane Balbine Noah, 2e vice présidente
- Emmanuel Simh, 3e vice président
- Elias Oben Ojong, 4e vice président
- Aïssatou Saadou, 5e vice présidente
- Christopher Ndong, secrétaire général
- Alain Fogué, trésorier

Le directoire est  l’instance où se prennent les décisions stratégiques du parti.
Il est composé :
- des membres fondateurs du parti ;
- du président national du parti ;
- des vice-présidents nationaux du parti ;
- des membres du conseil national ;
- des membres du comité des sages ;
- des membres du comité national d’arbitrage ;
- du conseiller spécial du président national ;
- des Conseillers du président national ;
- du secrétaire national ;
- des secrétaires nationaux adjoints ;
- des secrétaires régionaux de fédération de l’OFMRC ;
- de dix membres désignés par le président national du parti.
- S’ils sont membres du parti :
  - du Premier ministre ;
  - du Président du Sénat ;
  - du Président de l’Assemblée nationale.

Le directoire se réunit une fois par trimestre sur convocation du président national, soit à son initiative, soit à l’initiative des 2/3 de ses membres.

## Résultats électoraux

### Élections présidentielles
Après l'élection présidentielle camerounaise 2018, le parti acquiert le statut de premier parti d'opposition du pays. Avec plus de 500 000 voix, le candidat du MRC se place en tête des candidats d'opposition.
| Année | Candidat                         | 1er tour | 1er tour | 1er tour |
| Année | Candidat                         | Voix     | %        | Rang     |
| ----- | -------------------------------- | -------- | -------- | -------- |
| 2018  | Maurice Kamto                    | 503 384  | 14,23    | 2e       |
| 2025  | Maurice Kamto (candidat déclaré) | -        | -        | -        |

### Élections législatives
Après les élections législatives camerounaises de 2013, le parti acquiert un siège à l'Assemblée nationale. En 2020, le MRC boycotte les élections législatives et municipales. Le président du parti, le professeur Maurice Kamto, évoque comme raisons les conflits dans les régions du Nord-Ouest et du Sud-Ouest. Organiser les élections dans une telle situation serait léser ceux des Camerounais qui résident dans ces régions anglophones,.
| Année | Voix    | %       | Rang    | Sièges  |
| ----- | ------- | ------- | ------- | ------- |
| 2013  | 142 620 | 3,54    | 5e      | 1 / 180 |
| 2020  | Boycott | Boycott | Boycott | 0 / 180 |